# Société Anonyme de Télécommunications
Pour les articles homonymes, voir SAT.
La Société Anonyme de Télécommunications (SAT) est une entreprise française d'ingénierie en télécommunications créée en 1932 sous le nom de « Société d'applications téléphoniques », une filiale de l'entreprise familiale de manufacture de câbles Grammont, et absorbée par sa société-mère, la SAGEM, actionnaire majoritaire depuis 1939. SAGEM donnera ensuite naissance au groupe Safran en 2005 par fusion avec la Snecma.

## Histoire

### Les origines: la société Grammont

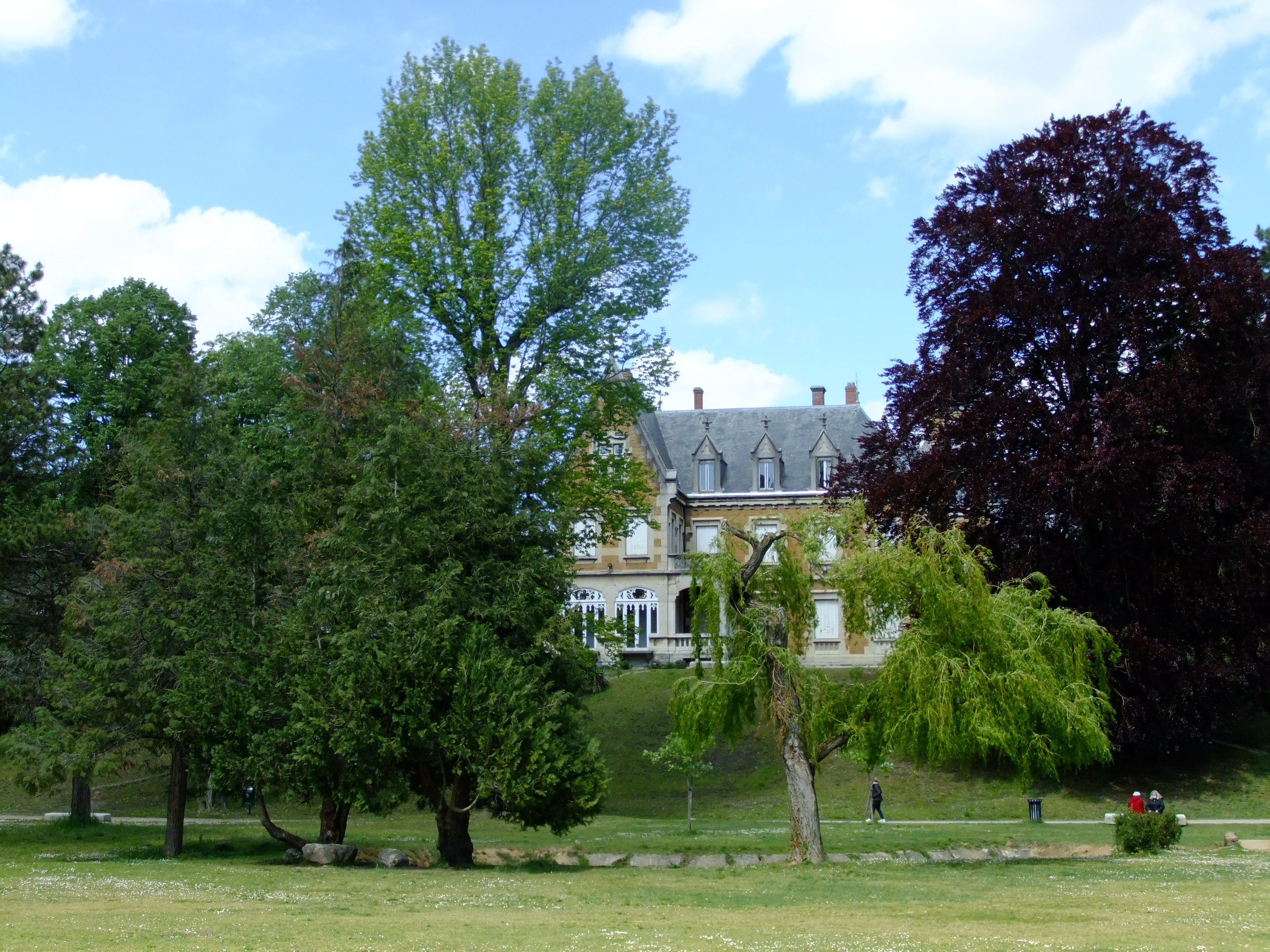
Le Château Grammont à Pont-de-Chéruy, demeure de la famille des industriels Grammont construite en 1885.

En 1849, Étienne-Claude Grammont, contremaître d'une tréfilerie de la région lyonnaise, crée sa propre entreprise, « la Grammonière » à Pont-de-Chéruy qui fabrique d’abord des fils d'acier pour les aiguilles, les cercles de crinoline et les baleines de parapluie. À la fin des années 1870, son fils Alexandre Grammont, ingénieur de Centrale prend sa succession. Sous sa direction commence le tréfilage du cuivre destiné aux manufactures de câbles électriques. Dix ans plus tard, l'usine Grammont devient à son tour une câblerie capable de produire elle-même tous les modèles de câbles et de fils électriques.
En 1885, alors que se développe en France les réseaux télégraphique et téléphonique, la société Grammont emploie 500 personnes. En 1890, elle se voit confier la construction d'un câble sous-marin entre Marseille et Bizerte. Une nouvelle usine est alors construite directement sur le littoral méditerranéen, sur la baie des Canebiers à Saint-Tropez (devenu le quartier de la Câblerie).
Au début du XXe siècle, l'activité de Grammont continue à s'étendre. En 1910, la société devient la « Société anonyme des établissements industriels E.C. et Alexandre Grammont ». À la veille de la Grande Guerre, la société emploie 2 150 personnes et l’un des fils d’Alexandre, François Grammont (1887-1953), formé à l'école normale supérieure et devenu administrateur de la société, oriente l'entreprise familiale sur la construction de matériel électrique. La guerre générant une forte demande en ce domaine, l'usine de Pont-de-Chéruy s'agrandit considérablement.
Après la guerre, La société Grammont se lance dans la fabrication de lampes triodes, de combinés téléphoniques, de postes récepteurs de radio et de moteurs électriques et dès la fin des années 1920, d'équipements pour le réseau téléphonique (répéteurs).

### Création de la SAT
Les années 1930 voient le déclin du groupe Grammont frappé par la crise économique et affaibli par une mauvaise gestion financière. En 1932, sous la pression des PTT est créée une filiale, la Société des applications téléphoniques. Sept ans plus tard, à la veille de la seconde Guerre mondiale, la SAGEM prend le contrôle de cette première SAT : la branche spécifique des télécommunications sort ainsi de l’entreprise familiale Grammont.

## Principales réalisations
- Premier système de guidage par infrarouge d'un missile air-air, au début des années 1960 ;
- Premier réseau commuté triple play sur fibre optique, permettant la combinaison de trois services différents de télécommunications (téléphone, télévision et Minitel) en une seule liaison, dans les années 1980. Cette technologie a été utilisée dans le cadre de l'expérimentation de "visiophone" à Biarritz.

## Personnalités notables

### Managers
- Georges Bertrand et Fernand Febvret (représentants de Grammont à la création de la SAT de 1932)
- Marcel Môme (représentant la SAGEM à la création de la SAT de 1939, puis premier président de la seconde SAT au début de la guerre)
- Paul Gellos, deuxième président
- Jacques Boulin, troisième président
- Pierre Faurre, président de SAGEM et dernier président de la SAT

### Ingenieurs
- Léon Parcé
- Jean Turck
- Bernard Missout